# Interplanetarer Raum
Der interplanetare Raum (interplanetar aus lat. inter, „(da)zwischen“ und griech. πλανήτης planētēs) ist der Weltraum zwischen den einzelnen Planeten des Sonnensystems. 
Dieser Raum ist mit dem interplanetaren Medium gefüllt, einer Mischung aus Plasma (vor allem den ionisierten Teilchen des Sonnenwinds) und interplanetarem Staub, sowie mit Kleinkörpern. In etwa 1 AE Entfernung von der Sonne beträgt die Teilchendichte etwa 5 Partikel / cm³.
Neben der Grundbedeutung des interplanetaren Raumes zwischen zwei Planeten wird der Begriff auch allgemein als der Raum angesehen, den ein Planetensystem einnimmt. So werden Missionen von Raumsonden als interplanetare Raumfahrt bezeichnet. 
Im Fall des Sonnensystems kann als interplanetare Grenze der Kuipergürtel, äußerstenfalls die Oort’sche Wolke angenommen werden. Diese Sichtweise könnte sich noch ändern, wenn der Status einiger transneptunischer Objekte geklärt ist.